# 舒希忠
舒希忠（？—？），直隶大兴人，是一名清朝政治人物。
舒希忠曾于1755年接替张世友任南汇县知县一职，1756年由薛清来接任。